# Der Moses Code
Der Moses Code ist ein esoterischer Dokumentarfilm aus dem Jahr 2008. Produziert wurde er von Drew Heriot, der bereits bei The Secret, dem Vorgänger von Der Moses Code, als Regisseur tätig war.
Die Weltpremiere fand am 5. April 2008, im Rahmen einer privaten Kinovorstellung, in Anwesenheit des Regisseurs James Twyman, des Produzenten Drew Heriot und James Van Praagh, einem der im Film gezeigten Sprecher statt.

## Handlung
Es wird davon ausgegangen, dass Moses von Gott einen „Code des Erschaffens“ erhalten hat, um all die Wunder zu bewirken, von denen in der Bibel die Rede ist. Dieser Code wird auch als „Law of Attraction“ oder als „Gesetz der Anziehung“ bezeichnet.
Im Gegensatz zu The Secret beschränkt sich Der Moses Code nicht auf die Erfüllung der meist spirituell wertfreien Bedürfnisse eines unbefriedigten, auf Geld und Macht fixierten Egos, sondern setzt sich mit den Möglichkeiten auseinander, wie dieses „Wissen“ zum Wohl der Menschen eingesetzt werden könne. Die Grundlagen zum Verständnis dieses Gesetzes, die in den aus der Quantenphysik bekannten Feldwirkungen liegen sollen, werden durch Beispiele erklärt.

### Die wichtigsten Sprecher
Sogenannte „Spirituelle Lehrer“ begleiten James Twyman in seinem Film:
- Debbie Ford (Bestseller-Autorin, Lehrerin)
- Neale Donald Walsch (Bestseller-Autor, Lehrer, Radio-Moderator)
- Michael Beckwith (Gründer und Geschäftsführer, Agape Spiritual Center)
- Iyanla Van Zant (Autorin, Sprecherin, Lehrerin)
- Cheryl Richardson (Bestseller-Autorin, Sprecherin, Radio-/TV-Moderatorin)
- James Van Praagh (Medium, Autor, Ausführender Produzent von Ghost Whisperer)
- Harville Hendrix (Krankenhaus-Seelsorger, Gesprächstherapeut, Autor, Sprecher)
- Mary Manin Morrissey (Lehrerin, Autorin, Gesprächstherapeutin)
- Gregg Braden (Bestseller-Autor, Wissenschaftler)
- Joe Dispenza, D.C. (Autor, Lektor)
- Diana Cooper (Seminarleiterin, Autorin)
- John Holland (Medium, spiritueller Lehrer)
- Sonia Choquette (Spirituelle Lehrerin, Medium, Bestseller-Autorin)
- Robert Ohotto (Intuitiver Astrologe)
- Les Brown (Sprecher, Unternehmer, Bestseller-Autor)
- Anakha Coman (Sacred Heart Mystikerin, Medium, motivierte Sprecherin)
- Vivian Glyck (Autorin, Gründerin und Geschäftsführerin Just Like My Child Foundation)
- Mikki Willis (Filmemacher, Visionär)

Unter ihnen finden sich auch ein paar, die bereits in den Filmen The Secret und What the Bleep Do We Know mitgewirkt haben.

## Regie
James Twyman ist sowohl der Autor des Buchs als auch Regisseur des Films.

## Hauptrollen
Debbie Ford, Neale Donald Walsch, Joe Dispenza, James Van Praagh, Mary Manin Morrissey und andere.

## Kino
Der Film wurde, bis auf wenige Ausnahmen, nicht in Kinos vorgeführt. Die deutschsprachige DVD ist seit dem 6. Oktober 2008 erhältlich. Lizenzträger der Aufführungsrechte ist die HORIZON FILM Distribution GmbH.